# Limonium relicticum
Espèce
Limonium relicticum est une espèce de plantes de la famille des Plumbaginaceae  et du genre des Limonium. Elle est endémique de La Gomera, une des îles Canaries.